# Radio Munot
Radio Munot ist ein privater Radiosender in der Schweiz mit Sitz in Schaffhausen und wurde 1983 gegründet. Benannt ist er nach dem Wahrzeichen von Schaffhausen, der Festung Munot. Das Sendegebiet umfasst den ganzen Kanton Schaffhausen sowie Teile der Kantone Zürich, Thurgau und Aargau. Radio Munot kann ausserdem im deutschen Grenzgebiet empfangen werden. 

## Programm
Radio Munot produziert ein Vollprogramm für die Region Schaffhausen, das sich dem Gedanken des Service public verpflichtet sieht. Es werden zur halben Stunde Regionalnachrichten gesendet. Die nationalen und internationalen Nachrichten zur vollen Stunde werden seit 2010 von Radio Freiburg übernommen. Radio Munot finanziert sich durch Werbung und erhält als Abgeltung des Service public im Rahmen des Gebührensplittings ca. 250'000 Franken pro Jahr (2005) aus den Rundfunkgebühren.

## Empfang
Die Hauptsendefrequenz ist UKW 91,5 MHz vom Sender Cholfirst (47° 40′ 51″ N, 8° 38′ 48,34″ O). Umsetzer werden in Stein am Rhein/Untersee auf 105,9 MHz und im Klettgau auf 107,5 MHz betrieben. Im Kabelnetz der Sasag ist Radio Munot auf 101,85 MHz zu hören. Seit Mitte Oktober 2008 wird mit der Frequenz 100,2 MHz auch ein Umsetzer in Schleitheim betrieben. Seit 2017 ist Radio Munot auch über DAB+ zu empfangen. Seit 4. Dezember 2019 ist Radio Munot auf SwissMediaCast-Kanal 9B (Ostschweiz) aufgeschaltet worden und ist jetzt in der ganzen Ostschweiz via DAB+ störungsfrei empfangbar.

## Besitzverhältnisse
Betreiberin von Radio Munot ist die Meier + Cie AG. Der Schaffhauser Verlag besitzt 100 Prozent der Radio Munot Werbe AG und 48,4 Prozent der Radio Munot Betriebs AG. Anteile an der Betriebs-Gesellschaft besitzen des Weiteren die Druckerei Karl Augustin AG (10,7 %), die Ritter Immobilien-Treuhand AG (10,7 %) und die Südkurier GmbH (6,2 %). Die restlichen Anteile sind auf rund 40 Personen verteilt, die alle einen Anteil von weniger als 5 Prozent besitzen.

## Weiteres
- Bei Radio Munot haben einige heute bekannte Medienpersönlichkeiten ihre Medienkarriere begonnen.
- Der Sender strahlt täglich kurz vor Mitternacht unmittelbar vor dem Datumwechsel die heimliche Hymne Schaffhausens «Blos e chlini Stadt» von Dieter Wiesmann, welcher 1983 Mitbegründer von Radio Munot war, aus.
- Im Jahre 2005 betrug die Tagesreichweite über 60'000 Hörer. Im Jahr 2021 waren es noch knapp 25'000 Hörer.